# Stichting Natuurbehoud Suriname
De Stichting Natuurbehoud Suriname, kortweg STINASU, is een Surinaamse natuurbeschermingsorganisatie. Het is een quasi-ngo (quango), die afhankelijk is van inkomsten uit het ecotoerisme en van projectfondsen die verkregen worden van internationale partnerorganisaties, zoals het World Wide Fund for Nature (WWF). De Surinaamse overheid (het ministerie van Natuurlijke Hulpbronnen) stelt het bestuur van de stichting aan.
De Stinasu is in 1969 opgericht door de Nederlandse bioloog Johan Schulz, die zich vooral inzette voor de bescherming van de zeeschildpadden. Vier van de zes soorten zeeschildpadden die in de wereld voorkomen leggen hun eieren op neststranden aan de Atlantische kust van Suriname bij Galibi. De Stinasu coördineert de bescherming van en het onderzoek naar deze dieren.
De Stinasu heeft ook tot taak de Surinaamse samenleving bewust te maken van het grote belang van de natuurbescherming, en geeft daarom publicaties uit voor het publiek, vooral voor scholen. Er worden ook excursies georganiseerd naar de natuurgebieden om jongeren kennis te laten maken met de waarde van de deels nog ongerepte Surinaamse natuur.
De leus van de Stinasu was jarenlang: Natuurbehoud is Zelfbehoud.
De beschermde natuurgebieden van Suriname worden beheerd door Stinasu zoals:
- In het kustgebied: de natuurreservaten Galibi, Coppenamemonding, Peruvia (Coroniezwamp) en Wia Wia en het beheersgebied Matapica
- In het tussengebied: het Boven-Coesewijne, Wanekreek
- In het binnenland: het Brownsberg Natuurpark, Centraal Suriname Natuurreservaat en Natuurreservaat Sipaliwini